# Pipunculus
Pipunculus är ett släkte av tvåvingar. Pipunculus ingår i familjen ögonflugor.

## Bildgalleri

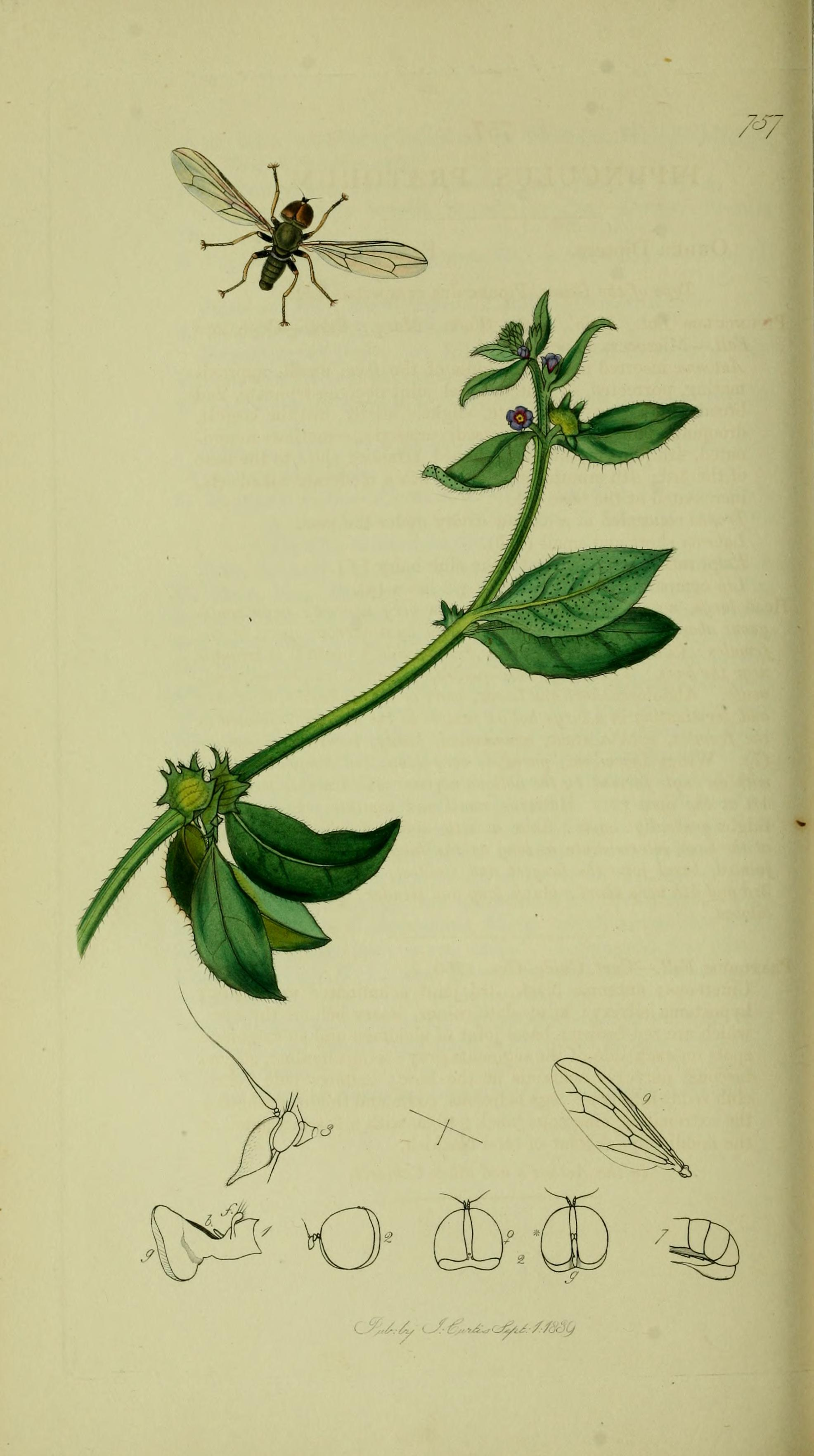

## Dottertaxa tillPipunculus, i alfabetisk ordning[1][2]
- Pipunculus abnormis
- Pipunculus albidus
- Pipunculus amurensis
- Pipunculus amuricus
- Pipunculus annulifemur
- Pipunculus apicarinus
- Pipunculus artus
- Pipunculus avius
- Pipunculus babai
- Pipunculus basilicus
- Pipunculus bulbistylus
- Pipunculus calceatus
- Pipunculus campestris
- Pipunculus carlestolrai
- Pipunculus chiiensis
- Pipunculus cinereoaeneus
- Pipunculus cingulatus
- Pipunculus curvitibiae
- Pipunculus dentatus
- Pipunculus denticeps
- Pipunculus depauperatus
- Pipunculus dimi
- Pipunculus diuteus
- Pipunculus elegans
- Pipunculus elegantulus
- Pipunculus emiliae
- Pipunculus ferepauculus
- Pipunculus flavicrus
- Pipunculus fonsecai
- Pipunculus fuscus
- Pipunculus gracilis
- Pipunculus hakuensis
- Pipunculus hastatus
- Pipunculus hertzogi
- Pipunculus himalayensis
- Pipunculus horvathi
- Pipunculus houghi
- Pipunculus infandus
- Pipunculus kondarensis
- Pipunculus kotaneni
- Pipunculus kozlovi
- Pipunculus kurilensis
- Pipunculus lenis
- Pipunculus lichtwardti
- Pipunculus luteicornis
- Pipunculus magnicarinatus
- Pipunculus maritimus
- Pipunculus minutulus
- Pipunculus mirabilis
- Pipunculus mongolicus
- Pipunculus monticola
- Pipunculus nanus
- Pipunculus nitor
- Pipunculus nodus
- Pipunculus oldenbergi
- Pipunculus omissinervis
- Pipunculus oshimensis
- Pipunculus papulus
- Pipunculus platystylus
- Pipunculus pumilionis
- Pipunculus rafaeli
- Pipunculus rarus
- Pipunculus risbeci
- Pipunculus rokotensis
- Pipunculus sajanicus
- Pipunculus stackelbergi
- Pipunculus subvaripes
- Pipunculus talgarensis
- Pipunculus tanasijtshuki
- Pipunculus tenuirostris
- Pipunculus tibialis
- Pipunculus torus
- Pipunculus townsendi
- Pipunculus ussuriensis
- Pipunculus viduus
- Pipunculus violovitshi
- Pipunculus wolfii
- Pipunculus xanthopodus
- Pipunculus zaitzevi
- Pipunculus zinovjevi
- Pipunculus zlobini
- Pipunculus zugmayeriae